# 法律诊所
法律诊所（法学院诊所；legal clinic；law clinic；law school clinic）通常是法学院的课程，使法学院学生获得为客户服务的法律执业经验。诊所通常由教授指导， 在特定领域为客户提供无偿的法律服务，是为公共利益服务的非营利法律实践。 法律诊所起源于面向法学院学生的实践性法学教育模，但今天也有其他非学术性的法律援助。 这一类法律诊所和学术机构没有联系，为律师、法官等提供法律实践机会及法律职业道德的培训，同时提供免费的法律服务。
学生通常协助法律研究、起草法律论据，并与客户会面。 诊所的教授有时负责上庭参加庭审，但许多司法管辖区也有“学生实践”规则，允许法律诊所的学生出庭发言。

## 服务领域
法律诊所的领域包括移民法、环境法、知识产权、住房、刑事辩护、刑事公诉、美国印第安人法、人权与国际刑法等不同领域。 诊所有时候会起诉大公司和政府部门，这也导致法院和立法机构作出反击。反击包括试图以取消诊所政府补贴的方式，限制诊所可以诉讼的对象。